# Dave Ulliott
David "Dave" Ulliot, noto con il soprannome di Devilfish (Kingston upon Hull, 1º aprile 1954 – 6 aprile 2015), è stato un giocatore di poker inglese.

## Carriera
In carriera vanta un braccialetto WSOP, conquistato alle WSOP 1997 nella specialità Pot Limit Hold'em. Complessivamente ha centrato 32 piazzamenti a premi alle WSOP. Il miglior piazzamento nel Main Event è datato 2004, anno in cui ha chiuso al 72º posto.
Al World Poker Tour ha conquistato un successo nella prima stagione WPT, assicurandosi $589.175 di vincita grazie alla vittoria nel World Poker Open ai danni di Phil Ivey nell'heads-up finale.
All'agosto 2013 vanta oltre $6.000.000 di vincite nei tornei live.
Ha sempre vissuto nella città di Kingston upon Hull nella quale era nato e cresciuto.
È morto il 6 aprile 2015, pochi giorno dopo il suo 61-esimo compleanno, a causa di un cancro al colon.